# Ga Gyesan
Ga Gyesan là ga tàu điện ngầm trên Tuyến 1 của Tàu điện ngầm Incheon nằm ở Gyesan 1,2 dong, Gyeyang-gu, Incheon. Nhà ga này nằm gần cao đẳng nữ sinh Kyung-in.

## Kiến trúc
Ga Gyesan là ga dưới lòng đất gồm 2 sân ga, 2 đường ray. Vé cổng được chia ra theo sân ga, không có chỗ đi qua mà không kiểm tra vé của bạn.

## Bố trí ga
| Imhak ↑                              |
| \| N/B                               |
| ↓ Đại học Giáo dục Quốc gia Gyeongin |

| Hướng Bắc | ● Incheon tuyến 1 | ← Hướng đi Gyeyang                             |
| Hướng Nam | ● Incheon tuyến 1 | → Hướng đi Công viên lễ hội ánh trăng Songdo → |

## Vùng lân cận
- Lối thoát 1: Trờng tiểu học Annam, trường trung học Annam, văn phòng Gyeyang-gu, văn phòng cảnh sát Gyeyang, trường trung học nữ sinh Gyesan, bưu điện Gyeyang, Grand Mart, Homever
- Lối thoát 2: Samsung Plaza, Daewoo Motor, phổ thông công nghệ Gyesan, trạm cứu hoả Gyeyang, trường phổ thông nữ sinh Gyesan
- Lối thoát 3: Trường tiểu học Bupyeong
- Lối thoát 4: Bưu điện Gyesan, cao đẳng nữ sinh Gyeongin, trường tiểu học Gyesan
- Lối thoát 5: Gyesan-2-dong
- Lối thoát 6: Công viên Geunlin, phổ thông Gyesan, trường tiểu học Ansan, thư viện công đồng Gyeyang